# Boutarfaya
Boutarfaya é uma vila na comuna de Timoudi, no distrito de Kerzaz, província de Béchar, Argélia. A vila está localizada na margem nordeste do rio Oued Saoura, 4 quilômetros (2,5 milhas) ao leste de Timoudi e 7 quilômetros (4,3 milhas) ao norte de Ouled Khoudir.